# Amutat Hapoel Ra'anana Mahleket Kaduregel
L'Hapoel Ra'anana (in ebraico עמותת הפועל רעננה מחלקת כדורגל‎?, Amutat Hapoel Ra'anana Mahleket Kaduregel) è una società calcistica israeliana, fondata nel 1972, con sede a Ra'anana. Gioca nella Liga Leumit, la seconda serie del Campionato di calcio israeliano.

## Organico

### Rosa 2020-2021
| N. |                    | Ruolo | Calciatore             |
| -- | ------------------ | ----- | ---------------------- |
| 1  | Israele (bandiera) | P     | Niv Antman             |
| 3  | Israele (bandiera) | D     | Haim Izrin             |
| 5  | Gambia (bandiera)  | A     | Ousman Marong          |
| 6  | Israele (bandiera) | D     | Ido Ben Yosef          |
| 7  | Israele (bandiera) | C     | Roy Levy               |
| 8  | Israele (bandiera) | C     | Snir Shuker (capitano) |
| 9  | Israele (bandiera) | A     | Gil Cohen              |
| 10 | Nigeria (bandiera) | A     | Bede Osuji             |
| 11 | Israele (bandiera) | C     | Guy Cohen              |
| 14 | Israele (bandiera) | A     | Karem Arshid           |
| 15 | Israele (bandiera) | C     | Roy Herman             |
| 17 | Israele (bandiera) | D     | Matan Ohayon           |
| 18 | Israele (bandiera) | C     | Yoav Tomer             |
| 19 | Israele (bandiera) | C     | Golan Beni             |

| N. |                    | Ruolo | Calciatore       |
| -- | ------------------ | ----- | ---------------- |
| 20 | Israele (bandiera) | D     | Gal Barel        |
| 23 | Israele (bandiera) | C     | Itay Katzav      |
| 26 | Israele (bandiera) | C     | Alon Bar On      |
| 27 | Israele (bandiera) | P     | Daniel Benesh    |
| 29 | Israele (bandiera) | A     | Gil Haddad       |
| 55 | Israele (bandiera) | D     | Shon Klimkin     |
| 77 | Israele (bandiera) | C     | Ben Savir        |
| 98 | Israele (bandiera) | C     | Lior Berkovic    |
|    | Israele (bandiera) | D     | Roei Ashkenazi   |
|    | Israele (bandiera) | D     | Shalev Swissa    |
|    | Israele (bandiera) | C     | Abu Shaker       |
|    | Nigeria (bandiera) | A     | Peter Olawale    |
|    | Israele (bandiera) | A     | Mohammed Badarna |
|    | Nigeria (bandiera) | A     | Benjamin Kuku    |

### Rosa 2019-2020
Aggiornata al 29 gennaio 2020.
| N. |                    | Ruolo | Calciatore             |
| -- | ------------------ | ----- | ---------------------- |
| 1  | Israele (bandiera) | P     | Niv Antman             |
| 4  | Curaçao (bandiera) | D     | Darryl Lachman         |
| 5  | Israele (bandiera) | D     | Adi Nimni              |
| 6  | Israele (bandiera) | C     | Ben Savir              |
| 7  | Italia (bandiera)  | A     | Elia Soriano           |
| 8  | Israele (bandiera) | C     | Snir Shuker (capitano) |
| 9  | Ghana (bandiera)   | A     | Eugene Ansah           |
| 10 | Israele (bandiera) | C     | Or Dasa                |
| 11 | Israele (bandiera) | C     | Vitali Ganon           |
| 14 | Israele (bandiera) | A     | Karem Arshid           |
| 16 | Israele (bandiera) | D     | Yarden Cohen           |

| N. |                    | Ruolo | Calciatore   |
| -- | ------------------ | ----- | ------------ |
| 18 | Israele (bandiera) | C     | Yoav Tomer   |
| 19 | Israele (bandiera) | C     | Ben Binyamin |
| 21 | Israele (bandiera) | D     | Ido Levy     |
| 22 | Israele (bandiera) | P     | Assaf Tzur   |
| 23 | Ghana (bandiera)   | C     | Divine Naah  |
| 24 | Israele (bandiera) | D     | Amit Cohen   |
| 26 | Israele (bandiera) | C     | Avihay Yadin |
| 29 | Israele (bandiera) | C     | Roy Levy     |
| 44 | Spagna (bandiera)  | D     | David Mateos |
| 55 | Israele (bandiera) | C     | Shon Klimkin |
| 80 | Israele (bandiera) | A     | Idan Shemesh |

## Palmarès

### Altri piazzamenti
- Coppa d'Israele:

Semifinalista: 2017-2018
- Liga Leumit:

Secondo posto: 2012-2013
Promozione: 2008-2009